# Восстание в Касл-Хилл

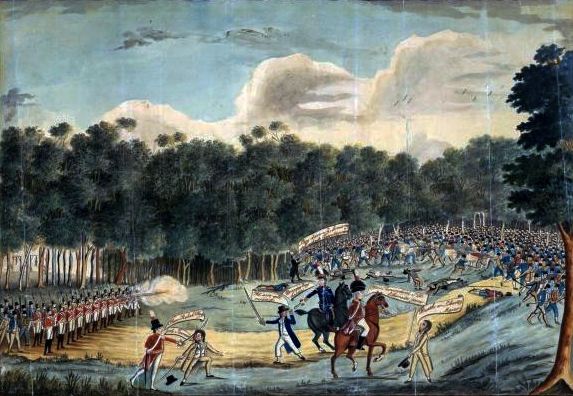
Акварель, изображающая сражение при Касл-Хилл.

Восстание в Касл-Хилл — восстание (бунт) ирландцев — австралийских каторжников против британских властей, произошедшее в 1804 году в местности Касл-Хилл, ныне являющейся пригородом Сиднея.
Это событие стало единственным восстанием (бунтом) белых в истории Австралии, приведшим к значительным человеческим жертвам. Ирландские преступники (арестанты), сосланные на каторгу в Австралию за участие в битве у Винегард-Хилл в ходе восстания в Ирландии в 1798 году, 5 марта 1804 года подняли восстание (бунт) , однако были разбиты полком Нового Южного Уэльса с применением огнестрельного оружия. Значительное количество мятежников было убито, большая часть была высечена, а 30 было депортировано в сильно удалённые лагеря для работы на угольных шахтах. 9 ирландских мятежников было казнено, включая обоих предводителей восстания.

## Предыстория
Идеи Великой Французской революции 1789 года и Войны за независимость США привели к усилению ирландского освободительного движения. Восстание ирландцев против англичан в 1798 году было жестоко подавлено. После поражения у Винегард-Хилл множество арестованных ирландцев были приговорены к длительным срокам каторги в австралийских колониях. На кораблях, которыми ирландцев доставляли в Австралию, была очень высокая смертность, доходившая до 37 %. В скором времени примерно четверть населения сиднейской колонии, насчитывавшей тогда 5 000 человек, составляли ирландские каторжники. Уже вскоре после прибытия, в 1800 году, в их среде возникло движение сопротивления британским колониальным властям в Сиднее. 4 марта 1804 года произошло вооружённое восстание, корни которого лежали в Ирландском восстании 1798 года.

## Восстание
Лидерами восставших были ирландский бунтарь Филипп Каннингем, каменщик, приговорённый к каторжному труду в посёлке у Касл-Хилл, и Уильям Джонстон. Первые планы о поднятии восстания возникли в среде каторжников ещё в феврале 1804 года, однако из-за сложности сообщения между удалёнными друг от друга поселениями им было тяжело договориться о точной дате его начала. Сигналом к началу восстания должен был стать огонь, зажжёный на Касл-Хилл и видимый из Парраматты и Сиднея. Это произошло после захода солнца в ночь на 4 марта (Джон Кавенах поджёг свою хижину), после чего на Касл-Хилл собралось около 200 повстанцев. Обеспечить повстанцев оружием предполагалось при содействии поселенцев. Тем не менее раздобыть желаемого количества вооружения не удалось, в итоге лишь каждый десятый мятежник имел огнестрельное оружие, а все остальные имели при себе только топоры и колющее оружие. Затем силы повстанцев маршем выступили на Парраматту и Сидней. Повстанцы надеялись, что по пути их число увеличится до 1100 человек. Британцы узнали о событиях в Касл-Хилл, и незадолго до полуночи в Сиднее было введено чрезвычайное положение.
Утром 5 марта майор Джордж Джонстон, командовавшим полком Нового Южного Уэльса, во главе примерно 100 солдат и кавалеристов подступил к Парраматте. Силы британцев были разделены на две части: около половины их под командованием лейтенанта Дэвиса выступили к Касл-Хилл, а другая половина под командованием самого майора Джонстона — к Тунгабби, где и засели повстанцы. Майор Джонстон столкнулся с приблизительно 250 повстанцами у холма, позже названного Винегард-Хилл. Он и католический священник хотели вступить с ними в переговоры, дабы избежать кровопролития. Когда повстанцы увидели новый отряд приближавшимся к ним солдат, майор Джонстон и командир кавалеристов Анлезарк захватили инициативу и испугали лидеров восставших своими пистолетами. Затем майор Джонстон отдал приказ стрелять. Девять повстанцев сразу упали мёртвыми, несколько были ранены и семь захвачены. Затем ещё трое повстанцев были убиты и девятнадцать захвачены. Оборона мятежников была прорвана, и повстанцы начали спасаться бегством, но безуспешно. Позже состоялась казнь девяти повстанцев, в том числе лидеров Филлипа Каннингема и Уильяма Джонстона. Многие повстанцы были высечены и заключены в кандалы. Примерно тридцать из них сразу же были отправлены на удалённый форпост Ривер-Кол в Ньюпорте для каторжного труда на тамошних угольных шахтах.

## Наследие
В Австралии изучение хода восстания входит в школьную программу по истории.
В 2004 году были проведены мероприятия в связи с 200-летием юбилеем события.